# Yponomeuta vigintipunctata
Yponomeuta vigintipunctata is een vlinder uit de familie van de stippelmotten (Yponomeutidae). De wetenschappelijke naam van de soort werd in 1783 gepubliceerd door Retzius.